# کلاته نظر
کلاته نظر روستایی در دهستان درمیان بخش مرکزی شهرستان درمیان استان خراسان جنوبی ایران است. بر پایه سرشماری عمومی نفوس و مسکن در سال ۱۳۹۰ جمعیت این روستا ۹۱ نفر (در ۲۳ خانوار) بوده‌است.